# 仙台 - 米沢線
仙台 - 米沢線（せんだい・よねざわせん）は、宮城県仙台市と山形県米沢市を結ぶ高速バスである。
山交バス担当便のバスには独自に「yozan号」の愛称が付けられている（時刻表上には表記されていない）。

## 概要
米沢から仙台へはJRの急行「べにばな」が直通運転していたが、山形新幹線の開通などで米沢から仙台までの直通便が消滅し、山形か福島で乗り換えなければならなくなった。1992年4月に仙台 - 米沢線の運行を山形交通（当時）と宮城交通が開始した。しかし、この路線は山形市から国道13号上山市 - 南陽市を経由していた上に、国道13号の渋滞等で定時運行が困難だったため1993年11月に路線休止となった。
2002年に、今度は米沢から国道13号栗子峠 - 東北自動車道経由で仙台までの路線を、山交バスとJRバス東北との共同で運行することとなった。2017年11月4日に東北中央自動車道が米沢市まで開通したのを受けて、栗子峠を含む国道13号区間を東北中央自動車道経由に変更した。なお、報道によれば、ルート変更後は利用客が1割弱増加したとのこと。

## 運行会社
- ジェイアールバス東北（乗務員は福島支店担当、車両は仙台支店所属）
  - 乗務員は仙台 - 福島線で仙台入りした後、当路線などを宿泊しながら乗務し仙台 - 福島線で福島に戻る行路となっている。
  - 以前は車両・乗務員を盛岡支店で担当していた時期があり、 岩手・盛岡ナンバーの車両が充当されていた。
- 山交バス（米沢営業所担当）

## 運行経路

### 現行
2024年10月1日より。
宮城球場（仙台行の一部便のみ停車。降車専用） ← 仙台駅東口（72番のりば） - 広瀬通一番町 - （仙台西道路） - （仙台宮城IC） - （東北自動車道） - （福島JCT） - （東北中央自動車道） - （米沢中央IC） - 道の駅米沢 -  米沢駅東口 - 上杉神社前 - 米沢市役所前
※休憩は、東北自動車道国見SA（約5分）。

### 山形自動車道経由時代
県庁市役所前 - 仙台駅前 - 広瀬通一番町 - （仙台西道路） - （仙台宮城IC） - （東北自動車道） - （山形自動車道） - （山形蔵王IC） - 山形県庁前 - 南高校前 - 山交ビルバスターミナル - リナワールド前 - 高松葉山温泉 - 赤湯バスターミナル - 糠野目学校前 - 米沢市役所前 - 大町 - 米沢待合所・米沢駅前

## 運行回数
- 1日6往復（各社3往復ずつ）

## 運賃
※ 2022年10月1日現在。
- 仙台 - 米沢市内：大人片道2,200円、回数券2枚つづり4,000円、6枚つづり11,000円。

### ICカード
2022年（令和4年）5月14日、山交バスで地域連携ICカード「cherica」が導入され、山交バス便のみでICカードの利用が可能となった。JRバス便ではICカードの利用はできない。
●：利用可、×：利用不可
|                                     |        | 山交バス | JRバス   |
| ----------------------------------- | ------ | -------- | -------- |
| 「cherica」                         | SF利用 | ●        | ×        |
| 「cherica」                         | 定期券 | 販売なし | 販売なし |
| その他ICカード 「Suica」「PASMO」等 | SF利用 | ●        | ×        |
| その他ICカード 「Suica」「PASMO」等 | 定期券 | 販売なし | 販売なし |

## 歴史

### 山形自動車道経由 時代
- 1992年（平成4年）4月29日 - 仙台 - 米沢線（山形自動車道経由、山交ビル経由せず）1日2往復で運行開始（山形交通と宮城交通が相互乗り入れ）。（片道1,700円）当時運行されていた特急バス山形 - 米沢線を補完する形で、区間利用も可能であった。
- 1993年（平成5年）
  - 3月10日 - 山交ビル経由に変更。事実上当時から増便が続いていた仙台 - 山形線の一部に組み込まれた。
  - 11月30日 - この日を以って利用不振のため休止。

### 東北自動車道経由 時代
- 2002年（平成14年）3月20日 - 仙台 - 米沢待合所間（東北自動車道・国道13号栗子峠経由）1日4往復で運行開始[1]（山交バスとJRバス東北との共同運行[1]、片道1,800円、往復3,200円）。
- 2004年（平成16年）7月17日 - 米沢待合所 - 米沢市役所前間延長。1日6往復に増便[7]。
- 2005年（平成17年）1月20日 - 時刻改正。夏ダイヤと冬ダイヤを採用。
  - 4月〜11月の夏ダイヤ期間は、白布温泉まで山交バスが独自に延長運転（1日1往復）。運行経路は【仙台駅東口…（上記経路）…上杉神社前 - 小野川温泉 - 保養センター前 - 白布待合所 - 白布温泉 - 湯元駅前】。
  - 12月〜3月の冬ダイヤ期間は、米沢行の始発便と仙台行の最終2便が米沢スキー場に停車（ただし、米沢市内 - 米沢スキー場の区間利用はできない）。
- 2007年（平成19年）1月30日 - 原油価格高騰などのため、運賃を値上げ。
- 2007年 - 夏ダイヤにおける白布温泉への延長運転を取りやめ。
- 2011年（平成23年）
  - 3月18日 - 同年3月11日に発生した東北地方太平洋沖地震の影響により運休していたが、この日より臨時ダイヤ（1日2往復、山交バス担当）で運行を再開。
  - 3月xx日 - 1日3往復に増便。
  - 5月30日 - この日より1日4往復に増便。全便山交バス担当。
  - 9月16日 - この日よりJRバス東北が運行を再開、震災前の運行体制（1日6往復）に戻る。
  - 12月1日 - 米沢スキー場停留所廃止。
- 2014年（平成26年）4月1日 - 運賃改定[8]。
- 2017年（平成29年）11月4日 - 東北中央自動車道の開通に伴い、この日に始発停留所を15時以降に出発する便より、栗子峠区間を国道13号経由から東北中央自動車道経由にルート変更。所要時間は10分程度の短縮が見込まれる[2][3] が、当面ダイヤの変更はなし[9][10]。
- 2018年（平成30年）
  - 4月20日 - 道の駅米沢開設に伴い、ルート変更に伴うダイヤ改定。米沢駅東口、道の駅米沢、広瀬通一番町に停車、米沢市役所と米沢営業所、電力ビル前を廃止。宮城球場での楽天戦開催日は米沢発の一部便を宮城球場へ延長運転[4]。従来の往復券を2枚つづり回数券とし、新たに6枚つづりの回数券の販売を開始[11]。
  - 11月1日 - 山交バス便でWi-Fiサービス開始。翌年2月1日にはJRバス便でもWi-Fiサービス開始[12]。
- 2019年（平成31年／令和元年）
  - 4月1日 - 米沢市役所前バス停再開設に伴い、一部ルート変更[13]。
  - 10月1日 - 消費税増税等に伴う運賃改定[14]。
- 2020年（令和2年）
  - 4月25日 - 新型コロナウイルスの影響により、この日より当面の間2往復（各社1往復ずつ）を運休[15]。
  - 7月22日 - この日より全便の運行を再開[16]。
- 2021年（令和3年）
  - 1月13日 - この日より1往復（JRバス東北担当便）が当面の間運休[17][18]。
  - 4月1日 - この日より仙台発米沢行の米沢市内の停車順を変更[19][20]。
- 2022年 （令和4年）
  - 5月14日 - 山交バス便において地域連携ICカード「cherica」導入[6]。
  - 10月1日 - 運賃改定[5][21]。
- 2024年（令和6年）10月1日 - 仙台行（最終便除く）の宮城球場乗り入れを毎日運行に拡大[22][23]。

## 利用状況
| 年度               | 運行日数 | 運行便数 | 年間輸送人員 | 1日平均人員 | 1便平均人員 |
| 2002（平成14）年度 | 365      | 2,912    | 33,190       | 90.9        | 11.4        |
| 2003（平成15）年度 | 366      | 2,929    | 39,889       | 109.0       | 13.6        |
| 2004（平成16）年度 | 365      | 3,937    | 47,203       | 129.3       | 12.0        |
| 2005（平成17）年度 | 365      | 4,381    | 57,376       | 157.2       | 13.1        |
| 2006（平成18）年度 | 365      | 4,398    | 65,364       | 179.1       | 14.9        |
| 2007（平成19）年度 | 366      | 4,392    | 67,877       | 185.5       | 15.5        |

## その他
- 東北中央自動車道開通以前は、他の標準的な高速バスに比べて一般道を走行する時間が長く（米沢待合所 - 福島飯坂ICの所要時間：夏季で約50分）時間帯や気象条件によっては大きな遅れが発生しやすかった。また、東北自動車道及び栗子峠が事故や気象条件で通行止となり、復旧の見込みがない場合は（栗子峠は連続雨量180mmを超えると通行止になる）、国道13号南陽・上山経由で迂回運行することがあった。
- 米沢市役所の駐車場（470台分）が無料開放されているため、市役所でパークアンドライドする利用者が見られた。2018年4月20日の経由地変更後は、道の駅米沢にパークアンドライド専用駐車場が設けられている。
- 2013年10月〜12月にわたる東栗子トンネル・西栗子トンネルの工事（天井板の撤去）の際は大幅に遅れが見込まれることから、計画的に山形道（山形蔵王IC利用）経由による迂回運行を行なった。